# 奈良工業高等専門学校
奈良工業高等専門学校（ならこうぎょうこうとうせんもんがっこう、英語:(National Institute of Technology, Nara College）は、奈良県大和郡山市にある日本の国立高等専門学校である。1964年に設置された。略称は奈良高専。学校長は、近藤科江。

## 概要
- 本科は5年制、さらに2年間の専攻科を設けている。
- JABEEを導入していたが、2021年度をもって廃止。[1]
- グローバル工学協働教育プログラム[2]（GECEP)、しなやかエンジニア教育プログラムを導入している。
- 設備が充実している。ほとんどの教室に冷暖房、プロジェクターとスクリーンが設置されている。また、バリアフリーにも対応している。
- 敷地内にJR東日本の新幹線の試作車（高速試験車）である「STAR21」の台車が一基保存され、実習に活用されている。
- 正門前に防衛庁から管理換えを受けたT-6テキサンが設置されている。

## 学科

### 本科（準学士課程）
本科は以下の5つが置かれている。(括弧内は略称)
- 機械工学科 (M)[3][4]
- 電気工学科 (E)[5][6]
- 電子制御工学科 (S)[7][8]
- 情報工学科 (I)[9][10]
- 物質化学工学科 (C)[11][12]

各学科1クラス(定員約40名)ずつで編成されている。5年制の一貫教育を経て、卒業者には「準学士」の学号が授与される。

### 専攻科（学士課程）
専攻科は以下の2つ(4コース)が置かれている。(括弧内は対応する本科名)
- システム創成工学専攻 (機械・電気・電子制御・情報)
  - 機械制御システムコース(機械・電子制御)
  - 電気電子システムコース(電気)
  - 情報システムコース(情報)

- 物質創成工学専攻 (物質化学)

2年間の専攻科を修了し学位授与機構の試験に合格すると、「学士」の学号が授与される。

## 部活動・同好会
以下は2020年8月現在。

### 運動系
- 硬式野球部
- バスケットボール部
- バレーボール部
- 卓球部
- ソフトテニス部
- サッカー部
- 柔道部
- 陸上競技部
- 合気道部
- 水泳部
- バドミントン部
- ラグビー部：全国高等専門学校ラグビーフットボール大会で７度の優勝（2010年・2019年・2020年・2021年・2022年・2024年・2025年）[13]
- テニス部
- 剣道部
- 少林寺拳法部
- ハンドボール部
- 弓道部
- アーチェリー部

### 文化系
- からくり部
- 吹奏楽部
- 茶道部
- 将棋部
- 情報処理研究会
- 美術部
- 放送部
- 軽音楽部
- 機械研究会

### 同好会
- 現代視覚文化研究会
- 手芸同好会
- 電気技術研究会
- クイズ研究会
- 寮アスレチック同好会
- 合唱同好会
- システム開発研究会
- 数学同好会
- 生協学生同好会
- 化学同好会

## 沿革
- 1964年4月1日 - 奈良工業高等専門学校が設置（入学定員機械工学科2学級80名，電気工学科1学級40名）
奈良教育大学に仮事務室を設けて本校の創立事務を開始
- 1964年4月2日 - 大阪大学名誉教授八濱義和が校長に任命
- 1964年4月11日 - 仮校舎（桜井市大字桜井157）に移転
- 1964年4月18日 - 開校式並びに第1回入学式を奈良教育大学において挙行（以後同日を開校記念日とした）
- 1965年4月1日 - 本校舎に移転（奈良県大和郡山市矢田町22）
- 1967年11月1日 - 校舎落成記念式典を挙行
- 1969年3月22日 - 第1回卒業式を挙行
- 1969年4月1日 - 化学工学科を増設（入学定員1学級40名）
- 1974年4月1日 - 校長八濱義和が退官し、大阪大学名誉教授小森三郎が校長に任命
- 1981年4月1日 - 第1回編入学式を挙行
- 1982年4月1日 - 校長小森三郎が退官し、大阪大学産業科学研究所教授櫻井洸が校長に任命
- 1984年4月1日 - 外国人留学生受け入れ開始。
- 1986年4月1日 - 情報工学科を増設（入学定員1学級40名）
- 1987年4月9日 - 教育課程を改正し、昭和62年度入学生から機械工学科に機械設計及び機械システムのコース制を実施
- 1989年4月1日 - 校長櫻井洸が退官し、大阪大学工学部教授中西義郎が校長に任命
- 1990年4月1日 - 機械工学科が機械工学科と電子制御工学科に再編
- 1992年4月1日 - 専攻科（入学定員機械制御工学専攻8名、電子情報工学専攻8名、化学工学専攻4名）を設置 学校週5日制を実施
- 1992年4月20日 - 第1回専攻科入学式を挙行
- 1992年4月1日 - 校長中西義郎が退官し、大阪大学基礎工学部教授福岡秀和が校長に任命
- 1994年3月18日 - 第1回専攻科修了式を挙行
- 1997年4月1日 - 化学工学科が物質化学工学科に再編（入学定員1学級40名）
- 2000年4月1日 - 校長福岡秀和が退官し、大阪大学大学院工学研究科教授一岡芳樹が校長に任命
- 2002年11月29日 - 電気工学科棟増築・改修完成
- 2004年4月1日 - 独立行政法人国立高等専門学校機構奈良工業高等専門学校となる
- 2006年4月2日 - 校長一岡芳樹が退任し、大阪大学大学院基礎工学研究科教授冷水佐壽が校長に任命された
- 2007年3月28日 - 大学評価・学位授与機構が実施した高等専門学校機関別認証評価を受け、評価基準を満たしていると認定。
- 2007年4月1日 - 事務部の庶務課と会計課を統合し総務課を設置
- 2011年4月2日 - 校長冷水佐壽が退任し、大阪大学大学院工学研究科教授谷口研二が校長に任命された
- 2011年5月8日 - 男子寮の一部を改築し、女子寮完成。
- 2014年11月1日 - 創立50周年記念講演会・記念式典を挙行
- 2016年4月1日 - 校長谷口研二が退任し、奈良女子大学研究院生活環境科学系教授後藤景子が校長に任命された
- 2017年4月1日 - 専攻科(入学定員機械制御工学専攻8名、電子情報工学専攻8名、化学工学専攻4名)が、平成 29年度入学生から専攻科(入学定員システム創成工学専攻24名(機械制御システムコース、 電気電子システムコース、情報システムコース)、物質創成工学専攻6名)に改組された。
- 2017年10月20日 - 機械工学科実習工場改修完成、棟名を「ものづくり実験実習棟」に改称した。
- 2020年2月29日 - 図書館棟改修完成
- 2023年4月1日 - 校長後藤景子が退官し、東京工業大学名誉教授で医学者・薬学者・薬剤師である近藤科江が校長に任命された。また、校長補佐には榊原和彦教授(一般教科物理担当)が任命された。

## 交通
- 近鉄郡山駅から奈良交通バス（20・71・72系統）10～15分「奈良高専」下車すぐ。徒歩30分
- 大和小泉駅（JR大和路線）から奈良交通バス（71・72系統）20分「奈良高専」下車すぐ

## 周辺
- 奈良県立大和民俗公園
- 大和郡山総合公園
- 郡山城跡公園

## その他

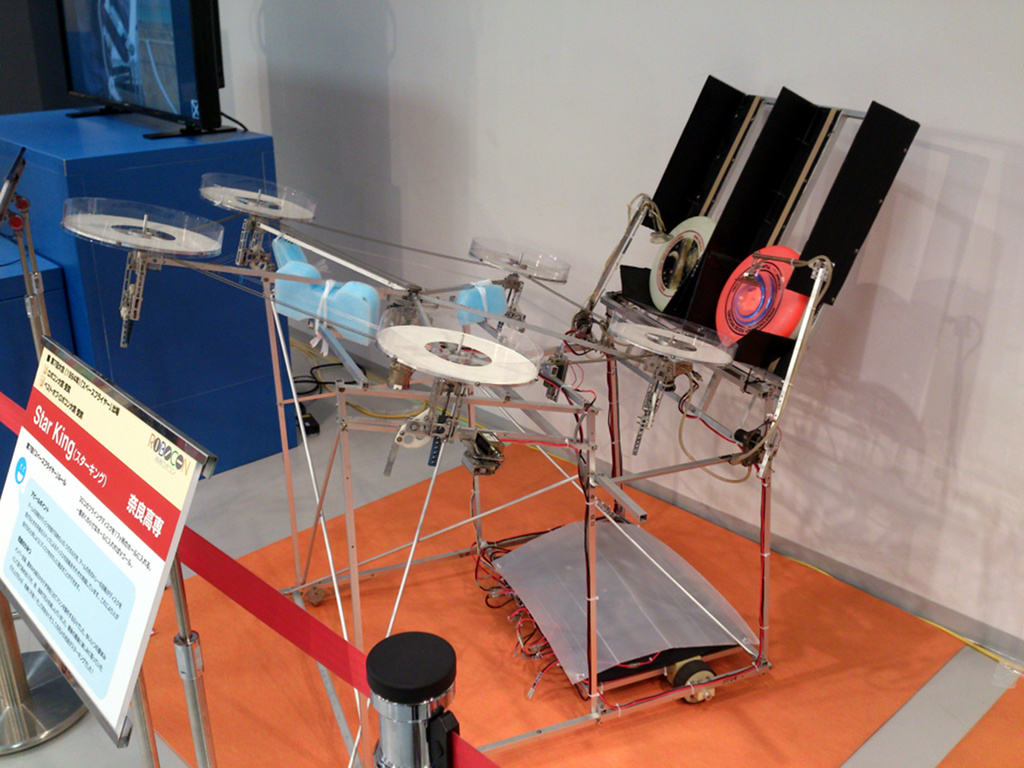
第７回大会準優勝時の作品

- 1994年、高専ロボコン（第７回大会）で準優勝。ロボコン大賞受賞。
- 2013年、高専ロボコン（第26回大会）で準優勝（2回目）[14]。
- 2015年、高専ロボコン（第28回大会）で初優勝。ロボコン大賞受賞（2回目）。
- 2016年、高専ロボコン（第29回大会）でロボコン大賞受賞（3回目）。
- 2017年、ロボットじゃんぺんが「1分間に最も多くロボットが縄跳びを飛んだ回数」106回でギネス世界記録に認定[15]。
- 2019年、高専ロボコン（第32回大会）でロボコン大賞受賞（4回目）。
- 2022年、高専ロボコン（第35回大会）で優勝（2回目）[16]。